# Gaspare Luigi Oderico
Gaspare Luigi Oderico, né le 24 décembre 1725 à Gênes et mort le 10 décembre 1803, est un numismate et antiquaire italien.

## Biographie
Né à Gênes le 24 décembre 1725, entra dans la société des Jésuites, et fut destiné à la carrière de la chaire ; mais son goût pour la retraite lui fit préférer l’étude paisible de l’antiquité, et il obtint la permission de s’y livrer entièrement. Ses talents l’ayant fait connaître d’une manière avantageuse, le cardinal Spinelli lui offrit la chaire de théologie qu’il venait de fonder au Collège pontifical écossais à Rome. Malgré son éloignement pour les discussions scolastiques, Oderico ne crut pas pouvoir se refuser aux instances du prélat ; mais il introduisit dans l’enseignement de la théologie d’utiles réformes que le temps a consacrées. Le séjour de ce savant à Rome ne pouvait que favoriser son ardeur pour la recherche des monuments antiques. Il y employait tous ses loisirs ; et plusieurs dissertations, d’une érudition abondante et choisie, et non moins remarquables par la sagacité avec laquelle l’auteur discute les opinions de ses devanciers, le placèrent bientôt au premier rang des antiquaires italiens. Il fut membre de l’académie étrusque de Cortone, sous le nom de Teodemo Ostracino. Honoré de l’estime générale et chéri de ses confrères, Oderico jouissait en paix des charmes de l’étude, lorsque la société à laquelle il appartenait fut supprimée. Ni les instances de ses amis, ni la faveur que lui accordait le souverain pontife, ne purent le retenir à Rome. Il se retira aussitôt à Gênes, et ses compatriotes s’empressèrent de le nommer conservateur de la bibliothèque de l’université. La reconnaissance d’Oderico pour les témoignages d’affection qu’il recevait chaque jour de ses concitoyens lui fit concevoir le projet d’écrire l’histoire de sa ville natale ; mais il fut obligé de suspendre ce travail pour satisfaire à l’empressement de l’impératrice de Russie, qui lui demanda des Mémoires sur la Crimée, que les Génois ont possédée pendant deux siècles. Oderico accompagna en 1787 son frère, envoyé par la république à la cour de Turin, et resta chargé de la partie secrète des négociations, qui durèrent six années. Privé, par suite de la révolution génoise, de son emploi de bibliothécaire, il y fut réintégré à la réorganisation de l’université, et fut élu en même temps, par acclamation, membre de l’institut. Son grand âge ne lui permettant pas d’assister aux séances de la classe de littérature dont il faisait partie, le président fut chargé de lui exprimer les regrets de la société et de lui demander ses conseils. Oderico se retira peu après dans une campagne qu’habitait le plus jeune de ses frères. Une attaque d’apoplexie y termina son existence le 10 décembre 1803 ; Fr. Carrega, son neveu, a publié l’Éloge historique de ce savant antiquaire, in-8°, de 35 pages. On en peut voir l’analyse par D. L. Guillaume dans le Magasin encyclopédique, année 1806, tome 1er, avec la liste de ses ouvrages imprimés ou manuscrits. Oderico était doué d’une sagacité rare, d’un jugement exquis et d’une mémoire prodigieuse ; mais son panégyriste convient lui-même que ses recherches ne satisfont pas toujours, parce qu’il s’est plus occupé de montrer la faiblesse et les défauts des explications données par les autres antiquaires, que d’y en substituer de mieux fondées.

## Œuvres
Ses principaux ouvrages sont :
- Dissertationes et adnotationes in aliquot ineditas veterum inscriptiones et numismata, Rome, 1765, grand in-4°. Ce volume est estimé : on y trouve plusieurs dissertations en italien et en latin, et plusieurs inscriptions échappées aux recherches des plus célèbres antiquaires.
- De argenteo Orgetorigis numo conjecturæ, ibid., 1767, in-4°. Il cherche à démontrer que cette médaille appartient à Orgétorix prince de l’Helvétie dont César parle dans ses Commentaires sur la guerre des Gaules.
- Ragionamento apologetico in difesa dell’architettura egizia e toscana. Ce discours est imprimé à la tête du recueil de Piranesi, 1769, in-fol.
- Numismata græca non ante vulgata, cum notis et animadversionibus, Rome, 1777, in-4° ;
- De marmorea didascalia in urbe reperta epistolæ duæ, ibid., 1777-1784, in-4° ;
- Lettere ligustiche, ossia osservazioni critiche sullo stato geografico della Liguria sino ai tempi di Ottone il Grande, con le memorie storiche di Caffa, Bassano, 1792. C’est le travail qu’il fit pour l’impératrice de Russie.
- Des Lettres sur une médaille inedite de Carausius ; sur la valeur du denier antique et le poids de la livre romaine ; sur une croix antique conservée dans le trésor de la Cathédrale San Lorenzo de Gênes ; sur une monnaie attribuée faussement à Ariolphe, duc de Spolète, etc.

M. Carrega promettait de publier quelques-uns des ouvrages qu’Oderico a laissés inédits, dont un des plus importants est : Notizie istoriche sulla Taurica, fino all’anno 1475. Voyez, pour d’autres détails, le P. Caballero, Bibliothecæ scriptor. S. J. Supplem. prim., p. 214.

## Biographie
- « Oderico (Gaspar-Louis) », dans Louis-Gabriel Michaud, Biographie universelle ancienne et moderne : histoire par ordre alphabétique de la vie publique et privée de tous les hommes avec la collaboration de plus de 300 savants et littérateurs français ou étrangers, 2e édition, 1843-1865 [détail de l’édition]
- Anna Maria Salone, « La figura e l’opera di Gasparo Luigi Oderico », Atti della Società ligure di storia patria, vol. XXII,‎ 1982 (lire en ligne, consulté le 19 février 2021).